# John Edward Critien
Fra' John Edward Critien (Sliema, 29 settembre 1949 – Roma, 3 dicembre 2022) è stato un religioso e storico dell'arte maltese.

## Biografia
John E. Critien nacque a Sliema il 29 settembre 1949 ed era il figlio minore del maggiore Frank Edward Critien e di May Grech.
Conseguì il Bachelor of Arts in storia dell'arte all'Università Reale di Malta e perfezionò i suoi studi all'Università per stranieri di Perugia e all'Università di Pisa.
Terminata la formazione prese residenza a Pisa dove per 22 anni insegnò lingua inglese presso la Scuola Mondolingua.
Nel 1983 fu ammesso nel Gran Priorato di Roma del Sovrano Ordine di Malta, dopo essersi distinto nella formazione di gruppi di volontariato giovanile dell'Ordine di Malta a Pisa e Firenze. Nel 1993 professò i voti religiosi perpetui di cavaliere di giustizia. Fu membro del Sovrano Consiglio dal 1994 al 1999 e dal 2014 al 2019. Prestò servizio anche come conservatore della biblioteca e degli archivi del Palazzo Magistrale e di curatore delle collezioni d'arte dell'Ordine. Fu inoltre curatore di mostre d'arte: nel 1999 organizzò a Malta una mostra di rilegature di libri della collezione dell'Ordine a Roma e della Biblioteca nazionale di Malta.
Nel luglio del 2000 fu nominato cavaliere residente a Forte Sant'Angelo, a Malta. Nel settembre del 2001 fu elevato al rango di cavaliere gran croce di giustizia e nel 2012 a quello di balì gran croce di giustizia. Fu il primo maltese a ricoprire questo grado in seno all'Ordine.
Il 14 dicembre 2016 il principe e gran  maestro Matthew Festing, con voto deliberativo del Sovrano Consiglio, lo nominò Gran Cancelliere ad interim. Egli succedette così ad Albrecht Freiherr von Boeselager, rimosso dall'incarico il 6 dicembre precedente. Il 28 gennaio 2017, in seguito all'intervento della Santa Sede, il Sovrano Consiglio, dopo aver accettato le dimissioni di fra Matthew Festing, annullò la nomina di Critien a Gran Cancelliere ad interim ripristiando Boeselager nell'ufficio che ricopriva. Critien rimase membro del Sovrano Consiglio fino alla fine del suo mandato quinquennale nel 2019.
A fine luglio 2022 venne nominato Gran Priore del Gran Priorato di Roma da S.E. il Luogotenente di Gran Maestro John Timothy Dunlap. Il 28 agosto 2022, nella chiesa di Santa Maria del Priorato a Roma, Fra' John Edward Critien prestò il giuramento. Fu il primo maltese e il primo non nobile a ricoprire questo ufficio.
Morì nel Palazzo Magistrale di Roma il 3 dicembre 2022 all'età di 73 anni. Le esequie si sono tenute nel pomeriggio del 5 dicembre nella chiesa di Santa Maria del Priorato a Roma e furono presiedute da monsignor Andrea Ripa, segretario del Supremo tribunale della Segnatura apostolica e cappellano capo del Gran Priorato di Roma. La salma venne quindi trasportata a Malta e sepolta nella tomba di famiglia nel cimitero di Santa Maria Addolorata a Paola.